# Cryptoblepharus quinquetaeniatus
Cryptoblepharus quinquetaeniatus es una especie de escincomorfo de la familia Scincidae.
Es endémico de la isla de Anjouan, en las Comoras.
Se encuentra amenazada por la pérdida de su hábitat natural.